# Devča
Devča (izvirno srbsko Девча) je naselje v Srbiji, ki upravno spada pod Občino Merošina; slednja pa je del Niškega upravnega okraja.

## Demografija
V naselju, katerega izvirno (srbsko-cirilično) ime je Девча, živi 414 polnoletnih prebivalcev, pri čemer je njihova povprečna starost 46,3 let (44,4 pri moških in 48,4 pri ženskah). Naselje ima 166 gospodinjstev, pri čemer je povprečno število članov na gospodinjstvo 2,96.
To naselje je, glede na rezultate popisa iz leta 2002, večinoma srbsko, a v času zadnjih treh popisov je opazno zmanjšanje števila prebivalcev.
|  |

| Demografija | Demografija     | Demografija     |
| Leto        | Št. prebivalcev | Št. prebivalcev |
| ----------- | --------------- | --------------- |
|             |                 |                 |
|             |                 |                 |
|             |                 |                 |
|             |                 |                 |
| 1948        | 980             |                 |
| 1953        | 1041            |                 |
| 1961        | 1015            |                 |
| 1971        | 861             |                 |
| 1981        | 719             |                 |
| 1991        | 569             | 563             |
| 2002        | 544             | 492             |
|             |                 |                 |

| Etnična sestava po popisu iz leta 2002 | Etnična sestava po popisu iz leta 2002 | Etnična sestava po popisu iz leta 2002 | Etnična sestava po popisu iz leta 2002 | Etnična sestava po popisu iz leta 2002 |
| -------------------------------------- | -------------------------------------- | -------------------------------------- | -------------------------------------- | -------------------------------------- |
| Srbi                                   | Srbi                                   |                                        | 479                                    | 97,35%                                 |
| Jugoslovani                            | Jugoslovani                            |                                        | 6                                      | 1,21%                                  |
| Črnogorci                              | Črnogorci                              |                                        | 1                                      | 0,20%                                  |
| Hrvati                                 | Hrvati                                 |                                        | 1                                      | 0,20%                                  |
| Neznano                                | Neznano                                |                                        | 5                                      | 1,01%                                  |